# نام‌بخش

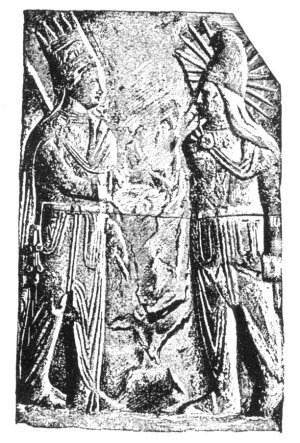
گفتگو، صلح. نفر سمت راست میترا

یادنام، نام‌بخش یا نام‌دهنده (به انگلیسی: Eponym), به فرد، محل یا شیئی گفته می‌شود که نام قوم یا مکانی، از نام او گرفته شده باشد. برای نمونه مردم ارمنی در زبان خود کشور خود را «هایاستان» می‌نامند که از نام شخصی افسانه‌ای به نام هایک مشتق شده و بنابراین هایک، را نام‌بخشِ «هایاستان» می‌نامند.

## فهرست نام‌بخش‌های آشوری
فهرست یا جدولی است از الواح میخی که هر ساله وقایع مهم دولت آشور در آن ذکر می‌شد، نام‌بخش‌های آشوری نام دارد. خطابیهٔ پادشاهان آشور به هاتفان و تقاضای جوابگویی به مسائل گوناگون که جنبهٔ سیاسی داشته و به ویژه در مورد وقایع مختلفی که برای آشور خطرناک و تهدیدآمیز بوده و نگرانی‌های سیاسی پادشاهان آشور در این خطابیه‌ها آشکارا بیان شده است.
سؤالاتی که مربوط به وقایع سرزمین ماد‌ها بوده و مربوط به زمان سلطنت دو پادشاه یعنی اسرحدون و آشوربانیپال می‌باشد و اکنون این اسناد وجود دارد ولی بالکل ضایع شده است. منابع آشوری از سال سی‌ام قرن هفتم پ.م. - ۶۳۰ - به این طرف وجود ندارند. گذشته از اینکه مآخذ مزبور از لحاظ اثبات ماهیت وقایع تاریخی واجد اهمیت می‌باشد از جهت تعیین تاریخ وقوع آن‌ها نیز فوق‌العاده مهم است.

## فهرست اسامی نام‌دهندگان
نام‌بخش، یا به اصطلاح «فهرست اسامی نام‌دهندگان» یا کسانیکه نام آنان را روی سال گذاشته می‌شد، مهم بود؛ اینان عده‌ای از رجال دولتی آشور بودند که به نوبه یک سال تمام شغل لیما را که مربوط به اجرای تشریفات دینی بود ایفا می‌نمودند، عمل تاریخ‌گذاری در آشور بنام ایشان صورت می‌گرفت. در یکی از «فهرست‌های اسامی مردان سال» آشوری اشاره به کسوفی شده است که در دورهٔ عملکرد یکی از رجال مذکور - که سال بنام اوست - وقوع یافته و تاریخ این کسوف را از طریق محاسبات نجومی می‌توان بدست آورد. بدین وسیله تواریخ دیگر وقایعی که در فهرست ذکر شده بدست آمده است.

## مردان سال و وقایع مهم سال
چون مبدأ تاریخی وجود نداشت آشوریان سال‌ها را به نام وقایع مهمه مانند جنگ، سیل، طوفان، قیام و شورش، یا کسوفی که رخ داده بود و همچنین اسامی اشخاص برجسته و تأثیرگذار می‌نامیدند. یک گزارش از جنگ آشوریان علیه اورارتو در فهرست مردان سال آشوری (اپونیم‌ها) در ذیل وقایع سال - ۷۷۶ پ.م. - مذکور است و بار دیگر در فهرست مردان سال ذیل وقایع سال - ۷۷۴ پ.م. - از لشکرکشی علیه اورارتو و نامار یاد می‌شود. نظر برخی مورخان این است که ذکر وقایع مهم هر سال منوط به پیروزی آشوریان بوده و اگر در جایی آشوریان دچار شکست می‌شدند ذکری از آن اتفاق در اپونیم‌ها ثبت نمی‌شد.
در جنگی که ابتکار عمل ناشی از آرگیشتی یکم پیشوای قبایل اورارتو بوده در فهرست یا جدول نام دهندگان یادی از پیکار نمی‌شود و در مورد دیگر شامشیلو پادشاه آشور که خویشتن را غالب بر کوتیان و نامار می‌خواند در کتیبهٔ خویش از جنگ با آرگیشتی یکم سخن می‌راند ولی چون در این مورد دچار شکست بوده یا تصادمی صورت نگرفته لذا در اپونیم‌های آشور اشاره‌ای به آن وقایع نگردیده است.
از مطالب فوق استنباط چنین می‌شود که لوح‌های تحت عنوان اپونیم زمانی تهیه می‌شده که آشوریان پیروز میدان بودند و در مواقعی‌که آشوریان دچار هزیمت می‌گشتند گزارشی از وقایع اتفاقیه سال جاری در جدول اسامی مردان سال مذکور نمی‌افتاد.
اینگونه تعبیر از اصطلاح «نام‌بخش» تا حدودی صحیح است اما برای متمم آن باید ریشهٔ لغت و تعلق آن به زبان خاص توجه داشت. تردیدی نیست که مصدر واژه «اِوپ» بوده و معادل آن در زبان فارسی «بوسیدن» یا «روبوسی» است که در هنگام صلح و آشتی مصداق می‌یابد.
رسمی که در زمان پادشاهان متأخر آشور مانند اسرحدون و آشوربانیپال به‌ناچار از روی ضعف متداول گشت و آشوریان به سبب قدرت یافتن حریفانشان و همچنین فساد و پوسیدگی دستگاه سلطنت‌شان از درون، چاره‌ای نداشتند که با بخشی از فرمانروایان مستعمرات خویش سیاست سازش و مدارا را پیشه کنند و حقوق زیرپا گذاشتهٔ آنان را این بار به رسمیت بشناسند. این شیوهٔ سازشکارانه از روی ضعف با شعار اپونیم یعنی صلح احیا شود به سرانجام می‌رسید؛ ولی این سیاست هم چندان توفیقی حاصل نکرد و در زمانی نچندان طولانی - ۶۱۲ پ.م. - طومار آشوریان از روی زمین برچیده شد.